# Museu Nacional de História Natural de Angola
O Museu Nacional de História Natural de Angola localiza-se no Largo do Quinaxixe, na cidade de Luanda, em Angola.
Criado em 1938 como "Museu de Angola" e instalado na Fortaleza de São Miguel de Luanda, contava inicialmente com secções de etnografia, história, zoologia, botânica, geologia, economia e arte. Anexo ao museu foi criada uma biblioteca e o arquivo histórico colonial.
Mudado em 1956 para o edifício actual, construído de raiz para albergar o museu, apresenta hoje um amplo acervo de espécies representativas da rica e variada fauna angolana. O edifício tem três andares e alberga amplos salões onde estão exemplares empalhados de mamíferos, peixes, cetáceos, insectos, répteis e aves. Os espaços estão decorados e ambientados de forma a tentar reproduzir o habitat natural das espécies. O espólio do museu inclui, também, vastas e ricas colecções de moluscos, de borboletas e de conchas, muitas do tempo em que eram usadas como moeda na costa ocidental africana.